# Bławatnikowiec
Bławatnikowiec (Phibalura flavirostris) – gatunek średniej wielkości ptaka z rodziny bławatnikowatych (Cotingidae). Występuje w południowo-wschodniej Brazylii i przyległych obszarach wschodniego Paragwaju i skrajnie północno-wschodniej Argentyny, izolowana populacja w zachodniej Boliwii.

## Podgatunki

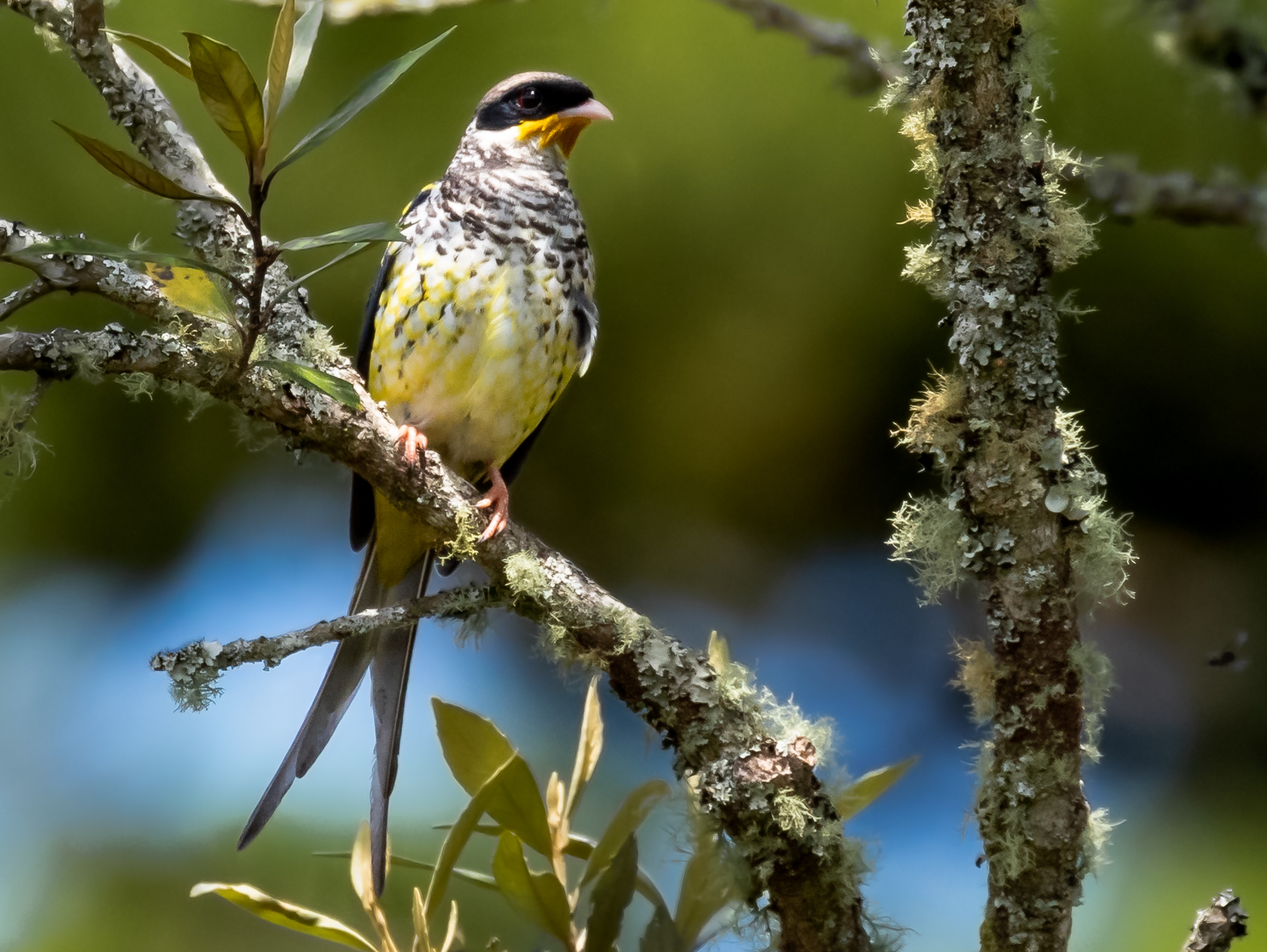
Samiec P. flavirostris flavirostris

Zasięg występowania P. f. boliviana

Wyróżniono dwa podgatunki P. flavirostris:
- bławatnikowiec brazylijski (P. flavirostris flavirostris), zasiedlający południowo-wschodnią Brazylię i przyległe obszary wschodniego Paragwaju i skrajnie północno-wschodniej Argentyny,
- bławatnikowiec boliwijski (P. flavirostris boliviana), występujący w oddalonym o około 2500 kilometrów centralno-zachodnim regionie Boliwii. Przez wiele lat znany był tylko z dwóch okazów pozyskanych w 1902 roku (na ich podstawie Frank Michler Chapman opisał ten takson w 1930 roku) oraz muzealnego okazu odłowionego przed 1847 rokiem, poprawnie zidentyfikowanego jako P. f. boliviana dopiero w 1984 roku. Ponownie odkryto ten takson w 2000 roku[6][7].

Upierzenie tych dwóch podgatunków różni się. Samce podgatunku boliviana posiadają dłuższe sterówki, a dymorfizm płciowy nie jest bardzo widoczny. Tęczówkę podgatunku nominatywnego cechuje barwa czerwona, a boliviana koloru musztardy. P. f. boliviana jest także osiadły i zagrożony wyginięciem, w przeciwieństwie do drugiego podgatunku.
W niektórych ujęciach systematycznych podgatunki te traktowane są jak osobne gatunki.

## Morfologia
- Długość ciała: 22 cm
- Masa ciała: 45–50 g

Samce cechuje jaskrawsze ubarwienie. Ptak ten ma szary wierzch głowy oraz żółte gardło. Dziób jest jasnoróżowy. Zielonkawy wierzch ciała w obszarze skrzydeł pokrywają pióra o czarno-żółtych zakończeniach, podobne występują na pokrywach ogonowych. Same sterówki są rozwidlone, jak u jaskółek. Pióra na brzuchu są białe z czarno-żółtymi zakończeniami.

## Ekologia
Biotop
Zasiedla lasy, zadrzewienia, tereny otwarte, a także ogrody z drzewami. Podgatunek P. f. flavirostros występuje na wysokościach poniżej 1400 m n.p.m., a P. f. boliviana w przedziale wysokości 1400–2000 m n.p.m.
Pożywienie
Pożywienie stanowią owady i owoce.
Lęgi
Gniazdo bardzo małe, w kształcie czarki, wykonane z mchu, mieści się na gałęzi. Bławatnikowce gniazdują w małych koloniach oddalonych od siebie o około 100 m. Oboje rodzice opiekują się pisklętami. Ich pokarmem są larwy owadów i drobne owoce. Opuszczają gniazdo nie w pełni samodzielne. Jajo ma wymiary 25×19 mm.

## Status
Międzynarodowa Unia Ochrony Przyrody (IUCN) od 2012 roku uznaje bławatnikowca brazylijskiego i bławatnikowca boliwijskiego za osobne gatunki.
Bławatnikowiec brazylijski od 2022 roku jest klasyfikowany jako gatunek najmniejszej troski (LC – Least Concern); wcześniej był uznawany za gatunek bliski zagrożenia (NT – Near Threatened). Liczebność jego populacji wstępnie szacuje się na 20–50 tysięcy osobników dorosłych. Trend liczebności populacji uznaje się za spadkowy.
Bławatnikowiec boliwijski jest uznawany za gatunek zagrożony (EN – Endangered). Jego liczebność szacuje się na 600–800 osobników (czyli około 400–530 osobników dorosłych), a jej trend oceniany jest jako spadkowy ze względu na utratę siedlisk.